# Vollkarspitze
Die Vollkarspitze ist ein 2618 m ü. NHN hoher Gipfel im Wettersteingebirge. Sie liegt im Kamm, der die Zugspitze mit dem Hochblassen verbindet und das Höllental vom Reintal trennt. Sie wird nahezu ausschließlich als Teil des Jubiläumsgrats begangen.
Die Vollkarspitze war vormals zweigipflig. Der Nordgipfel (2630 m) ist bei zwei Felsstürzen, im Winter 2000/2001 und im Herbst 2001, abgebrochen und ins Matheisenkar gestürzt. Dadurch wurde auch der versicherte Steig unterbrochen, der über beide Gipfel geführt hatte. Seitdem verläuft der Normalweg über den Jubiläumsgrat durch die steile, teilweise leicht überhängende Westflanke der verbliebenen Vollkarspitze; dieser Anstieg (in üblicher Begehungsrichtung W-O) ist mit Klettersteig-Schwierigkeit D bewertet und somit eine Schlüsselstelle des Jubiläumsgrates.